# Тарфа
Тарфа или Тарфо (на турски: Örencik, Йоренджик) е село в Източна Тракия, Турция, Вилает Истанбул.

## География
Селото се намира северно от Чаталджа, близо до западния бряг на езерото Деркос (Дурусу гьол).

## История
В 19 век Тарфа е българско село в Османската империя. Анастас Разбойников предполага, че то е възникнало по-рано, на базата на български овчарски къшли. Нови българско заселници идват от Ени махле (Чирпанско), Беброво, Тетевен, Троян, Казанлък, Пловдив, Копривщица, Златица, Факия, Старозагорско, Софийско, Западна Македония.
В 1830 година Тарфа има 100 български къщи, в 1878 - 160, а в 1912 - 240. Около 1868-1869 година в Тарфа се открива българско училище, финансирано от благотворителното дружество „Просвещение“ в Цариград. По-късно в училището в селото учителства деецът на ВМОРО от Крива паланка Манасий Лучански. През учебната 1908-1909 година в началното училище в Тарфа се обучават 90 ученици.</ref>

При избухването на Балканската война в 1912 година двама души от Тарфа са доброволци в Македоно-одринското опълчение. През Балканската война в покрайнините на селото са погребани много български войници, участвали в атаката на линията Чаталджа основно от 29 Ямболски пехотен полк, 42 пехотен полк и 32 загорски полк, които са били авангарда на операцията. По това време при Тарфа върлува епидемия от холера. В спомените си от Балканската война Петър Курдоманов, учител от Калипетрово, Силистренско описва селото последния начин: 
| „ | Тарфа е чисто българско село с 270 къщи, църква с един свещеник, училище с един учител-мъж и две учителки. Калдъръмени улици и вода в голямо изобилие, но замърсена, така че не е за пиене. | “ |

Българското население на Тарфа се изселва след Междусъюзническата война в 1913 година. Бежанците от Тарфа са настанени в селата Архиянли, Доуруклий, Урузово, Стралджа, Каба сакал, Карагьозлер, Трашакьой, Кафка, Коскьой, Якезли, както и в Ямбол. Най-голяма група - 90 семейства се установяват във Ваякьой, по-късно Долно Езерово, днес квартал на Бургас.

## Личности
Родени в Тарфа
- Георги Илиев (1881 - 1961), български писател
- Димо Стоянов, македоно-одрински опълченец, 1 рота на 8 костурска дружина, носител на орден „За храброст“ IV степен[13]
- Тодор Стоянов Николов, български военен деец, младши подофицер, загинал през Първата световна война на 23 юли 1918 година[14]
- Яне Генчов (Яни Ганчев, 1881 – ?), македоно-одрински опълченец, 2 рота на 12 лозенградска дружина, носител на орден „За храброст“ IV степен[15]

Починали в Тарфа
- Иван Иванов Комарницки, български военен деец, подпоручик, загинал през Балканската война на 4 ноември 1912 година[16]
- Райчо Минев, български военен деец, капитан, загинал през Балканската война на 4 ноември 1912 година[17]
- Стефан Радев Иванов, български военен деец, подпоручик, загинал през Балканската война на 8 ноември 1912 година[18]
- Тодор Колев Джаджев, български военен деец, капитан, загинал през Балканската война на 14 ноември 1912 година[19]